# Bouzeghaia
Bouzeghaia ou Bouzghaia (jusqu'en 1913 Trois-Palmiers, puis de 1913 à 1962 Chassériau), est une commune de la wilaya de Chlef en Algérie, située à 30 km au nord de Chlef sur la route de Ténès, au pied du col de Bouzghaia qui permet de traverser le massif de la Dahra entre la vallée des oueds Wahran au sud et Allala au nord.
C'est un carrefour routier faisant communiquer les régions est et ouest, nord et sud de la Dahra, elle compte environ 25 000 habitants.

## Sources, notes et références
1. ↑  « Wilaya de Chlef : répartition de la population résidente des ménages ordinaires et collectifs, selon la commune de résidence et la dispersion ». Données du recensement général de la population et de l'habitat de 2008 sur le site de l'ONS.
2. ↑  « Recherche géographique », sur anom.archivesnationales.culture.gouv.fr (consulté le 24 avril 2023).